# ISO 31-11
ISO 31-11:1992 е издадена през 1992 година част на международния стандарт ISO 31, която дефинира „математически знаци и символи за използване във физичните науки и техниката“. През 2009 година той е заменен от ISO 80000-2:2009, който от своя страна е ревизиран през 2019 година като ISO 80000-2:2019.
Стандартът дефинира различни символи, използвани в математическата логика, теорията на множествата, аритметиката, при комплексните числа, функциите, матриците, векторите, тензорите, координатните системи.